# Tate Smith
Tate Smith (Sydney, Nova Gales do Sul, 18 de novembro de 1981) é um velocista australiano na modalidade de canoagem.

## Carreira
Foi vencedor da medalha de Ouro em K-4 1000 m em Londres 2012 com os seus colegas de equipa Dave Smith, Murray Stewart e Jacob Clear.